# ويليام آي. روبنسون
ويليام آي. روبنسون (بالإنجليزية: William I. Robinson)‏ هو أستاذ جامعي أمريكي، ولد في 28 مارس 1959.